# Michel de Marillac
Michel de Marillac (París, octubre de 1563 – Castillo de Châteaudun, 7 de agosto de 1632) fue un jurista y consejero del rey Luis XIII de Francia. Tío de Luisa de Marillac, era miembro del círculo de María de Médici.

## Trayectoria
Nombrado Superintendente de Finanzas el 27 de agosto de 1624, con Jean Bochart, más adelante fue ministro de Justicia en 1626. Su política, bajo el gobierno del Cardenal Richelieu abogó por posturas conservadoras y una participación limitada en el norte de Italia durante la Guerra de Sucesión de Mantua, mientras Francia estaba ocupada en la guerra contra los Hugonotes y contrarrestando la influencia de la Casa de Habsburgo en las prolongadas guerras borbón-Habsburgo que no se resolvieron hasta 1659. Su principal preocupación era fomentar el crecimiento económico para contrarrestar las amenazas planteadas por el malestar popular y la resistencia a nuevas formas de tributación por los gastos de la guerra. Sus propuestas clave para reformar la administración legal se plasmaron en el Código Michau, publicado en 1629, que sintetizaba en 430 normas que fueron aprobadas por los Estados generales de Francia en 1614 y las Asambleas de Notables, 1617-26, abarcando todos los aspectos del gobierno.
A Marillac se le encomendó el cargo de Guardián de los Sellos (garde des sceaux, una cancillería sin título), después de que el Canciller d'Aligre cayera en desgracia en junio de 1626, comprometido por su fidelidad a Gastón de Orleans.
Ganó creciente influencia con María de Médici. Después del Día de los Engañados, 11 de noviembre de 1630, Richelieu hizo juzgar a Marillac por un tribunal cuidadosamente elegido; murió en cautiverio en 1632. El hermano de Marillac, Louis, que había servido como general del ejército francés en Italia durante la Guerra de Sucesión de Mantua, fue decapitado ese mismo año. Michel de Marillac fue tutor de la hija natural de su hermano, Luisa de Marillac, quien una vez viuda se convirtió en monja y fue seguidora de Vicente de Paúl, con quien fundó las Hijas de la Caridad el 29 de noviembre de 1633.